# Maria Iaremciuk
Maria Nazarivna Iaremciuk (în ucraineană Марія Назарівна Яремчук; n. 2 martie 1993, Cernăuți, Ucraina) este o cântăreață ucraineană de muzică pop. Iaremciuk a reprezentat Ucraina la Concursul Muzical Eurovision 2014 în Danemarca.

## Biografie
Iaremciuk s-a născut în Cernăuți, fiind fiica unui actor cunoscut în Ucraina, Nazari Iaremciuk. Tatăl ei a murit din cauza unui cancer la stomac când aceasta avea doi ani. Iaremciuk are o soră vitregă, Vera, din prima căsătorie a mamei sale, și doi frați, Dmitri și Nazarov.
Deși se consideră a fi o persoană apolitică, în decembrie 2013 s-a declarat simpatizantă a unui partid din Ucraina.

## Carieră muzicală

### Vocea țăriișiNew Wave 2012
Iaremciuk a fost finalistă în proiectul Vocea țării (Голос країни). În 2012, ea a reprezentat Ucraina la „New Wave 2012”, un concurs internațional pentru tinere talente, unde s-a clasat pe locul 3. Iaremciuk a fost sponsorizată de Rinat Ahmetov în acest concurs.

### Concursul Muzical Eurovision 2014
Pe 21 decembrie 2013, Iaremciuk a câștigat selecția națională a Ucrainei pentru Eurovision și a primit dreptul de a reprezenta această țară la ediția din 2014 cu piesa „Tick-Tock”.

### Concursul "Talent European" 2015
Ea, ca fiind tot reprezentanta Ucrainei, dar la un alt concurs desfășurat tot în aceeași țară-gazdă ca loc de desfășurare a concursului Eurovision 2014,
a câștigat această ediție, următorul câștigător ca fiind declarat reprezentantul Belgiei.

## Legături externe
- Official website
- Iaremciuk interpretând „Tick-Tock”

| Predecesor: Zlata Ognevici cu piesa "Gravity" | Ucraina la Concursul Muzical Eurovision 2014 | Succesor: TBA |